# Kim Cooper
Pour les articles homonymes, voir Cooper.
Kim Cooper (Parramatta, Nouvelle-Galles du Sud, 26 octobre 1965 - ) est une joueuse de softball australienne. En 1996, elle remporte une médaille de bronze en softball aux Jeux olympiques d'Atlanta avec l'équipe australienne de softball.